# Ramdane Touhami
Ramdane Touhami, né le 23 septembre 1974 à Montauban, est un directeur artistique, créateur de mode, designer, DJ et entrepreneur français.
Souvent qualifié de touche-à-tout par la presse internationale, il érige ses affaires dans le milieu de la mode, de l'art, des relations publiques, de la cosmétique et de la parfumerie depuis le début des années 1990.
Il relance en 2014 la maison parisienne de parfumerie et de cosmétique, Officine Universelle Buly 1803 créée au début du XIXe siècle par Jean-Vincent Bully. Cette marque est rachetée par LVMH en octobre 2021.
Il est également connu pour avoir repris l'entreprise Cire Trudon.
Chef d'entreprise réputé pour son franc-parler et son caractère provocateur, il est accusé en 2025 de faire « vivre un enfer à ses salariés » dans une enquête de Médiapart, reprise par Libération. 

## Biographie
Ramdane Touhami est né et a grandi à côté de Toulouse, dans le sud-ouest de la France. En 1993, alors qu’il est seulement lycéen, il crée le premier t-shirt « Teuchy », en s’inspirant de la marque « Stüssy ». Par la suite, il parodie une deuxième marque, Timberland, sur un t-shirt « Teuchiland », avec un logo au style semblable à celui de la marque.
En 1996, il lance « King Size »[source secondaire souhaitée], une marque française de streetwear.

### Concept store à Paris: L'Épicerie

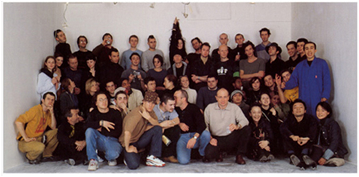
Promo 1999

Deux ans plus tard, il ouvre le concept store L'Épicerie, le 17 septembre 1998, au 30 rue du Temple dans le 3e arrondissement de Paris. L'Épicerie  se veut un contre-Colette, le fameux concept-store de la rue Saint-Honoré. Avec son ami Artus de Lavilléon, il crée cet espace,  soutenant les créateurs et les talents[non neutre],. Seuls ou en collaboration, les artistes peuvent y présenter et y vendre toutes leurs idées. L'idée attire l'intérêt de créateurs tels que Jeremy Scott, Marc Jacobs, Jean Touitou, ou Jérôme Dreyfuss.
L’Épicerie se transforme parfois en magasin de musique ou en galerie d’art. Le jeu d’invitation et de collaboration avec les créateurs fonctionne dans tous les sens : « X pour l’Épicerie », « L’Épicerie par X ». En quelque temps, l'Épicerie est appelé « la boutique la plus branchée d’Europe » notamment par Dazed & Confused, Herald Tribune, Le Monde, Vogue Paris ou The New York Times.
L'Épicerie ferme ses portes le 3 avril 1999.

### Directeur artistique de And.A à Tokyo

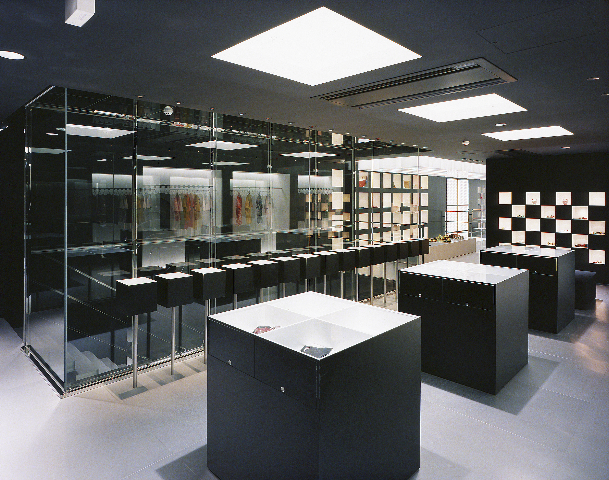
AndA design

Un an plus tard, Ramdane Touhami part s'installer à Tokyo, afin de reprendre la direction artistique de la marque And.A, du groupe japonais Sazaby, qui souhaite réévaluer son image. Le 25 avril 2000, il prend ses fonctions à Tokyo afin de mettre en place une équipe, de créer des bureaux, de formater de nouvelles conditions de réflexion. Tout est à faire : la collection, les achats, la création et l’aménagement des boutiques, la conception ainsi que la mise en œuvre de l’identité visuelle et de l’image (presse, communication, événementiel).

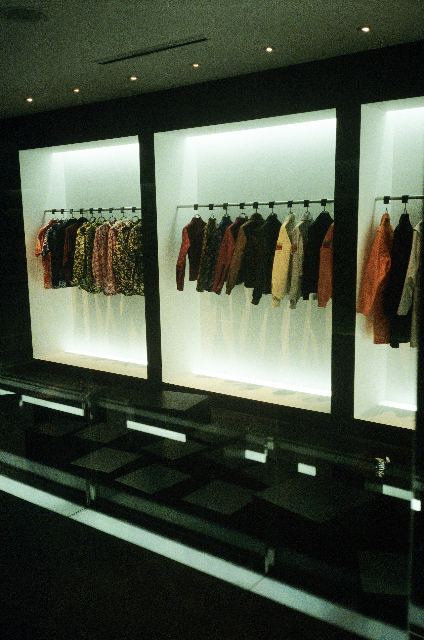
AndA store

De 2000 à 2001, il crée, en tant que directeur artistique, deux collections de vêtements et d’accessoires pour And.A, et choisit une sélection de produits (électroniques, meubles, livres, magazines, bijoux). L’identité des boutiques est redéfinie ainsi que l’image graphique. Chacune des deux collections, « College » et « Coolax » possède sa propre identité graphique. Il conçoit l’architecture des boutiques et leur identité visuelle de façon indépendante[source insuffisante].

### Lancement d'une ligne de vêtements R.T

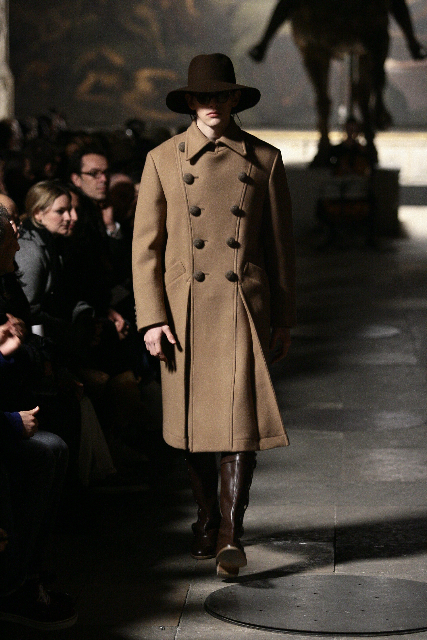
ResistanceRT

En 2003, il lance R.T, une nouvelle ligne de vêtements chics, d’inspiration classique, entièrement produite à la main par des artisans. Pour R.T, il dessine et développe ses propres tissus, ses imprimés. Tous les patronages sont mis au point au Japon.

### Lancement d'une marque urbaine de vêtements Resistance
Une seconde marque, Resistance, s’inspire, quant à elle, d’un univers plus urbain. Il met à l'honneur certaines grandes icônes politiques et figures historiques. Pour Résistance, Touhami opte pour un shop éphémère avant la vague des pop up stores. Le magasin parisien, situé en plein quartier latin, est baptisé le « bureau politique » et ne montre aucun vêtement en vitrine. Il collabore avec : Howie B, le Black Panther Party, Hangin Tan, Darius Khondji, Philippe Parreno, entre autres.
De 2003 à 2010, les vêtements R.T. et Résistance sont alors vendus dans 180 points de vente autour du monde, notamment, "Maria Luisa" à Paris, "Nom de guerre" à New York, "Isetan" à Tokyo.

### Débuts dans la cosmétique avec Victoire de Taillac

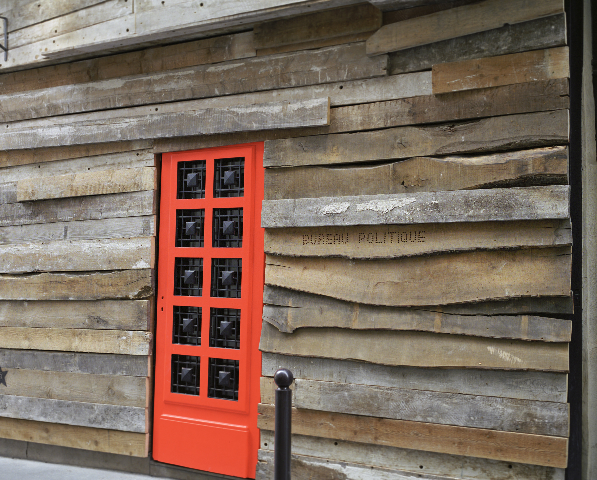
Bureau politique

À son retour du Japon en 2001, il quitte temporairement la mode pour se lancer dans un nouveau projet avec Victoire de Taillac, sa femme : Parfumerie Générale, un concept store spécialisé dans la cosmétique et l’univers de la beauté située dans le 8ème arrondissement de Paris. Ce concept store réunit près d’une centaine de marques mondiales. En sa qualité de directeur artistique, il imagine pour cette boutique un univers graphique qui tranche avec les habitudes des enseignes de beauté. Un catalogue de vente par correspondance, un site et un fanzine (« Beauty notes ») sont créés. Un second point de vente est créé au Printemps. La compagnie est finalement vendue en 2004.

### Reprise de l'ancienne manufacture royale Cire Trudon du Roi Soleil fondée en 1643
Deux ans plus tard, en 2006, le propriétaire d’une maison de cire française, Cire Trudon, propose à Ramdane Touhami l’occasion de reprendre avec lui la société pour la relancer. Après en avoir étudié les archives, il redécouvre l’histoire de la « Manufacture Trudon », une entreprise fondée en 1643 qui porte le titre de « cirier du Roy ». Il relance la marque avec succès avec des bougies parfumées aux noms évocateurs ; les créations Cire Trudon sont qualifiées de “Best candle of 2011” par le magazine Wallpaper et "Perfect candles" par The Daily Telegraph en Angleterre. Les bougies sont vendues dans plus de 600 enseignes dans le monde parmi lesquelles Selfridges à London, Barneys, Bergdoff and Goodman à New York, Le Bon Marché à Paris… Ramdane Touhami vend ses parts en 2011.

### Reprise de la parfumerie Officine Universelle Buly fondée en 1803
En 2014, aux côtés de sa femme Victoire de Taillac, il se lance dans un nouveau projet : relancer la parfumerie du maître parfumeur du XIXe siècle, Jean-Vincent Bully. Grand parfumeur de son époque, Bully a inspiré le roman César Birotteau écrit par Honoré de Balzac en 1839. Parfumerie à l'ancienne, l'Officine Universelle Buly 1803, revendique une ouverture aux secrets de beauté venus du monde entier et une valorisation de l'histoire de la beauté[non neutre]. Bully fonde sa propre parfumerie en 1803 et invente dans la foulée la lotion de toilette vinaigrée estampillée Bully. Cent quatre-vingt deux ans plus tard, Ramdane Touhami décide de relancer la parfumerie Bully. Le nom perd une consonne pour ne pas heurter la clientèle anglophone, “bully” ayant une consonance négative. L’Officine Universelle Buly fait alors ses premiers pas dans la modernité.
Sa soif de connaissance et le respect des traditions[non neutre] poussent Ramdane Touhami toujours plus loin autour du globe pour trouver les composants cosmétiques les plus rares[non neutre]. Ayant recueilli les secrets de beauté du XIXème siècle[non neutre], ceux-ci sont vendus au cœur de la première Officine de beauté parisienne, au 6 rue Bonaparte, dans le 6ème arrondissement. Depuis, la marque est présente dans une dizaine de pays en Europe et en Asie : Taipei, Tokyo, New York, Londres, Hong Kong, Séoul, dans plus de quarante boutiques et corners dans un design qui mêle les codes de Buly et les spécificités culturelles de chaque pays.
En 2019, Buly 1803 collabore avec le musée du Louvre. Des nez sont invités à concevoir une sélection de huit parfums dont le nom et la composition olfactive illustrent huit chefs-d’œuvre exposés au Louvre, à l’instar de la Victoire de Samothrace ou de la Vénus de Milo. La collaboration fait l’objet d’un intérêt médiatique important et rencontre un franc succès commercial[source secondaire souhaitée].
En octobre 2021, la marque est acquise par le groupe LVMH, leader mondial du luxe.

### Création d'une agence de création artistique
Entre-temps Ramdane Touhami crée en 2019 une agence de création artistique intervenant dans des domaines esthétiques comme l’architecture, le graphisme, ou la typographie, baptisée Art Recherche Industrie[source secondaire souhaitée]. C’est notamment par le biais d’Art Recherche Industrie que Ramdane Touhami continue de créer pour l’Officine Universelle Buly en tant que directeur artistique, mais aussi pour le compte d’autres maisons comme l’argentier Christofle ou le malletier Moynat[source secondaire souhaitée].
L’agence ARI est située dans le 10ème arrondissement de Paris. Par le biais d’ARI, Ramdane Touhami crée la SHIT, la Société Helvétique d’Impression Typographique[source secondaire souhaitée], qui est notamment à l’origine de l’impression du WAM Magazine, une publication créée par Art Recherche Industrie.

## Controverses
En septembre 2024, il est accusé de plagiat par la maison de parfum L.T. Piver qui lui reproche d'avoir copié son univers esthétique,.
En mars 2025, il est accusé de management brutal, d'insultes, de mise en danger, mais aussi d'un mélange entre les sphères (et les dépenses) personnelle et professionnelle dans un article du journal Mediapart,. Cette enquête cite des anciens collaborateurs qui dénoncent notamment son management brutal et des insultes quotidiennes, mélange de violence verbale, de mépris et d'insultes raciales. Un article de l'Informé révèle en outre, fin 2024, qu'il est accusé de plagiat par la maison de parfum L.T. Piver, laquelle lui reproche d'avoir copié son univers esthétique. En juin 2025, dans son droit de réponse, il admet « un franc-parler et une attitude qui dérange », mais déclare aussi ne pas avoir eu de comportement illégal ou discriminatoire.

## Collaborations et projets annexes
- Élaboration du concept store de Jean-Charles de Castelbajac. Il y associe Ariel Wizman pour la programmation musicale et Yorgo Tloupas pour la conception graphique.
- Réalisation en 1999 pour le Bon Marché « corner de la hype » sur la Rive Gauche[27]. Il installe ainsi « 33 1 R lax », où se trouvent réunis magazines, disques, produits électroniques, meubles, objets, etc. En collaboration de Yorgo Tloupas, il crée également l’identité visuelle du lieu.
- Directeur artistique du premier et seul numéro de la revue Téléramadan. Une revue créé par Mehdi Meklat, Badroudine Saïd Abdallah et le journaliste Mouloud Achour qui affichait dans son édito : « Nous sommes le Grand Remplacement »[28]
- Participation à l'exposition "Les 30 ans d'Hello Kitty" au Mory Museum à Tokyo[29].
- Rédacteur régulier[source secondaire souhaitée] pour les magazines Jalouse, L’Officiel, V Magazine, Intersection.
- Collaboration avec les 40 ans des Blacks Panthers[30].
- Lancement du magazine de beauté "Corpus" avec Victoire de Taillac[31],[32].
- Juge au « Wallpaper* Design Awards 2017 »[33].
- Création de The Gasoline Stand, concept store - station essence pour humains et automobiles[34].
- En juin 2024, il est directeur artistique du titre No Pasaràn un morceau de rap en réaction au score élevé du Rassemblement national lors des élections législatives françaises de 2024. Certains passages du morceau sont considérés par la presse comme « misogynes et complotistes »[35],[36] et contenant « d’impardonnables saillies antisémites »[37],[38].